# 평내중학교
평내중학교(坪內中學校)는 대한민국 경기도 남양주시 평내동에 있는 공립 중학교이다.

## 학교 연혁
- 2004년 12월 27일 : 평내중학교 30학급 설립인가
- 2005년 3월 1일 : 개교 [6학급, 특수1학급] (개교기념일 5월 6일)
- 2005년 3월 1일 : 초대 최완희 교장 부임
- 2005년 3월 3일 : 제1회 입학식(1학년 214명 입학)
- 2008년 2월 15일 : 제1회 졸업식(3학년 304명 졸업)
- 2022년 3월 1일 : 제5대 최혜숙 교장 부임
- 2023년 1월 5일 : 제16회 졸업식(9학급 248명, 총계 4,730명)
- 2023년 3월 2일 : 제19회 입학식 (7학급 203명)

## 참고 자료
- 평내중학교 - 한국교육학술정보원 학교알리미